# Život na vagi
Život na vagi hrvatska je inačica američkoga reality showa The Biggest Loser (doslovno: Najveći gubitnik) koja se prikazuje na RTL Televiziji. Cilj je pomoći natjecateljima u gubljenju kilograma, a ljudima s prekomjernom tjelesnom težinom nudi prigodu suočiti se s njihovim životnim problemima uz stručne trenere, liječnike i psihologe. 
Osim što bi kandidatima sudioništvo trebalo promijeniti njihov dotadašnji način života, u showu se suočavaju s brojnim izazovima i igrama koji će nekog od njih odvesti do pobjede, a kao najveći problem većini kandidatima obično se pokazuje prehrana.
U prvih šest sezona, glavna nagrada koju su kandidati mogli osvojiti je 150 000 kuna (19 908,42 eura), dok su se svi nefinalisti natjecali za nagradu od 50 000 kuna (6636,14 eura). U sedmoj sezoni, glavna nagrada je 20 000 eura, dok je nagrada za pobjednika nefinalista 7500 eura. U osmoj sezoni, glavna nagrada je ostala 20 000 eura, dok je nagrada za pobjednika nefinalista smanjena na 7000 eura.
Prijave na novu devetu sezonu započele su 2. listopada 2024. godine.

## Tijek emisije
Emisija se prikazuje tijekom tjedna u večernjim satima, a iznimno i vikendom. Tijekom prve emisije upoznaju se svi kandidati koji se natječu u toj sezoni kroz njihovo prvo vaganje, ali i njihove najstresnije, najbolnije i najgore životne trenutke. Prvo vaganje u showu oslonac je za izračun daljnjih izgubljenih kilograma.
Svakih tjedan dana na redu je vaganje. Na njemu se izračunava izgubljeni postotak tjelesne mase u odnosu na prethodno. Od druge sezone, uvedeno je pravilo ako stanar u odnosu na prethodno vaganje ostvari +2 kg – automatski napušta kuću. Stanari su u izolaciji gdje im se nudi teretana, privatni treneri i preporučena prehrana. Boravak u kući je do maksimalnih 18 tjedana, a trajanje ovisi od sezone do sezone.
Najčešće svakoga tjedna jedna ili dvije osobe napuštaju kuću. O tomu odlučuje crvena ili žuta linija. Svi kandidati koji se nađu ispod crvene linije napuštaju show odmah, dok svi kandidati koji se nađu ispod žute linije (dvoje ili više) ulaze u uži izbor te kandidati između sebe odlučuju tko napušta. U tijeku natjecanja, kandidati su okupljeni ili u ekipe (crvenu i plavu) ili u parove. Dio natjecanja natječu se samostalno.
Show završava velikom završnom večeri gdje dolaze svi kandidati koji su sudjelovali u toj sezoni te se prikazuje njihov početni izgled i završno stanje težine.

## Voditeljice, treneri i stručni suradnici
| Voditeljica              | označava da je osoba imala glavnu ulogu kao voditelj showa                                                 |
| Sporedna voditeljica     | označava da je osoba imala sporednu ulogu kao voditelj showa                                               |
| Trener/ica               | označava da je osoba bila profesionalni trener u sezoni                                                    |
| Nutricionist/ica         | označava da je osoba bila nutricionist u sezoni                                                            |
| Savjetnik/ca u prehrani  | označava da je osoba bila savjetnik u prehrani u sezoni                                                    |
| Motivacijski govornik    | označava da je osoba bila motivacijski govornik u sezoni                                                   |
| Trener/ica u tajnoj kući | označava da je osoba bila profesionalni trener sezone u tajnoj kući gdje se nalazio treći (narančasti) tim |
| Gost trener/ica          | označava da je osoba bila gost trener u sezoni                                                             |

| Ime i prezime    | Sezona                | Sezona                | Sezona                | Sezona          | Sezona          | Sezona          | Sezona          | Sezona          | Sezona    |
| Ime i prezime    | 1. sezona             | 2. sezona             | 3. sezona             | 4. sezona       | 5. sezona       | 6. sezona       | 7. sezona       | 8. sezona       | 9. sezona |
| Ime i prezime    | 2017.                 | 2017.                 | 2018.                 | 2019.           | 2020.           | 2022.           | 2023.           | 2024.           | 2025.     |
| Marijana Batinić | voditeljica           | voditeljica           | voditeljica           | voditeljica     | sporedna v.     | voditeljica     | voditeljica     | voditeljica     | u najavi  |
| Sanja Žuljević   | trenerica             | trenerica             | trenerica             |                 | voditeljica     | tajna trenerica |                 | gost trener     | u najavi  |
| Mario Mlinarić   | trener                | trener                | trener                |                 |                 |                 |                 |                 | u najavi  |
| Ana Bučević      | motivacijski govornik | motivacijski govornik | motivacijski govornik |                 |                 |                 |                 |                 | u najavi  |
| Mirela Marić     |                       |                       | nutricionistica       |                 |                 |                 |                 |                 | u najavi  |
| Tina Uglješić    |                       |                       | sav. u prehrani       |                 |                 |                 |                 |                 | u najavi  |
| Edin Mehmedović  |                       |                       |                       | trener          | trener          | trener          | trener          | trener          | u najavi  |
| Maja Ćustić      |                       |                       |                       | trener          | trener          | trener          |                 |                 | u najavi  |
| Martina Linarić  |                       |                       |                       | nutricionistica | nutricionistica | nutricionistica | nutricionistica | nutricionistica | u najavi  |
| Mirna Čužić      |                       |                       |                       |                 |                 |                 | trenerica       | trenerica       | u najavi  |

## Sezone
| Sezona | Sezona    | Broj epizoda | Trajanje            | Trajanje            | Glavni pobjednik sezone | Pobjednik nefinalist |
| Sezona | Sezona    | Broj epizoda | Početak sezone      | Kraj sezone         | Glavni pobjednik sezone | Pobjednik nefinalist |
| ------ | --------- | ------------ | ------------------- | ------------------- | ----------------------- | -------------------- |
|        | 1. sezona | 25           | 27. ožujka 2017.    | 6. svibnja 2017.    | Ivan Krolo              | Gabrijela Crnjac     |
|        | 2. sezona | 25           | 4. studenoga 2017.  | 16. prosinca 2017.  | Dorian Crnković         | Jelena Putnik        |
|        | 3. sezona | 46           | 16. rujna 2018.     | 18. studenoga 2018. | Alen Abramović          | Irena Štetić Andrin  |
|        | 4. sezona | 37           | 19. listopada 2019. | 9. prosinca 2019.   | Roko Baković            | Mirna Posavec        |
|        | 5. sezona | 37           | 17. listopada 2020. | 5. prosinca 2020.   | Matej Petrović          | Zdravka Kapetanović  |
|        | 6. sezona | 39           | 26. rujna 2022.     | 19. studenoga 2022. | Josip Čapo              | Dalibor Kujundžić    |
|        | 7. sezona | 39           | 4. rujna 2023.      | 4. siječnja 2024.   | Mislav Šepić            | Pero Jukić           |
|        | 8. sezona | 44           | 2. rujna 2024.      | 6. prosinca 2024.   | Alina Pantseyev         | Nikolina Radušić     |
|        | 9. sezona | n/n          | jesen 2025.         | prijave u tijeku    | prijave u tijeku        | prijave u tijeku     |

## Gledanost

### Treća sezona
- Prvu, uvodnu emisiju treće sezone prikazanu 15. rujna 2018. godine pratilo je u prosjeku 441 438 ili 11,24 % gledatelja u ukupnoj populaciji.[3]
- Završna epizoda treće sezone prikazana 18. studenoga 2018. godine ostvarila je gledanost u ukupnoj populaciji od 14,7 %, odnosno, gledalo ju je u prosjeku gotovo 580 tisuća ljudi, dok je proglašenje pobjednika pratilo 705 tisuća ljudi.[4]

### Peta sezona
- Prvu, uvodnu emisiju pete sezone prikazanu 17. listopada 2020. pratilo je gotovo 450 tisuća gledatelja, dok je pojedine trenutke emisije gledalo gotovo 570 tisuća ljudi.[5]
- Posljednju epizodu pete sezone prikazanu 5. prosinca 2020. prema prvim neslužbenim rezultatima pratilo je u ukupnoj populaciji u prosjeku 590 tisuća gledatelja (15,3 %), dok je trenutak proglašenja pobjednika pratilo preko 700 tisuća gledatelja.[6]

### Šesta sezona
- Posljednju epizodu šeste sezone prema prvim neslužbenim rezultatima pratilo je u ukupnoj populaciji u prosjeku više od 600 tisuća gledatelja, dok je trenutak izlaska finalista pratilo gotovo 700 tisuća gledatelja. U ciljnoj skupini od 18 do 49 godina, finalna epizoda ostvarila je udio u gledanosti od 36,1 %.[7]

### Sedma sezona
- Posljednju epizodu sedme sezone prema pratilo je u ukupnoj populaciji u prosjeku više od 500 tisuća gledatelja. Bio je najgledaniji sadržaj u danu na svim nacionalnim televizijama u ukupnoj populaciji s 31,3 % udjela u gledanosti (SHR), kao i u ciljnoj skupini od 18 do 59 godina s 29,7 % udjela u gledanosti (SHR), što je od prvog idućeg konkurenta bolje za 78 %. Najgledaniji trenutak bio je izlazak na pozornicu kandidatkinje Irene Pušec kad je emisiju pratilo gotovo 700 000 ljudi, odnosno svaki četvrti Hrvat.[8]

## Zanimljivosti
| najstariji kandidat/kinja                                     | 60 godina    | Dragica Ceković (6. sezona)                                                  |
| najmlađi kandidat/kinja                                       | 18 godina    | Hana Sokač (1. sezona), Domagoj Santo (3. sezona), Sara Sitarić (4. sezona), |
| prosječna dob svih kandidata                                  | 33,45 godina | 33,45 godina                                                                 |
| prosječna težina svih kandidata pri ulasku                    | 151,4 kg     | 151,4 kg                                                                     |
| prosječna težina svih kandidata u finalnoj epizodi            | 106,7 kg     | 106,7 kg                                                                     |
| najteži kandidat/kinja pri ulasku u show                      | 244,3 kg     | Ivica Burjan (8. sezona)                                                     |
| najlakši/a kandidat/kinja pri ulasku u show                   | 95,0 kg      | Danijela Kocijan (2. sezona)                                                 |
| najteži/a kandidat/kinja u finalnoj epizodi                   | 182,7 kg     | Ivan Jakubovski (4. sezona)                                                  |
| najlaški/a kandidat/kinja u finalnoj epizodi                  | 67,7 kg      | Jelena Putnik (2. sezona)                                                    |
| najviše kg izgubljenih do finalne epizode                     | –88,9 kg     | Mislav Vlašić (7. sezona)                                                    |
| najmanje kg izgubljenih do finalne epizode                    | –3,9 kg      | Davor Bolšec (1. sezona)                                                     |
| najviši postotak izgubljene tjelesne mase do finalne epizode  | –49,3 %      | Alina Pantseyev (8. sezona)                                                  |
| najmanji postotak izgubljene tjelesne mase do finalne epizode | –2,3 %       | Davor Bolšec (1. sezona)                                                     |

## Vanjske poveznice
- Službena stranica
- Snimke emisija na streaming portalu Voyo.hr
- Službena Facebook stranica